# Болд-Айленд
Болд-Айленд (англ. Bald Island) — небольшой остров (8,09 км²) в юго-западной части Западной Австралии в 1,5 км от континента. Геологически сложен из гранита.
Остров с 1964 года является охраняемой природной зоной, созданной для сохранения редких видов. На Болд-Айленде отсутствуют змеи, кошки и лисицы, представляющие опасность для обитателей острова.
На острове обнаружено 104 вида растений, в том числе редкие Agonis flexuosa, Melaleuca lanceolata, Eucalyptus lehmannii, Melaleuca microphylla и другие. Из рептилий распространены сцинковые и гекконовые, из птиц — буревестник Pterodroma macroptera и малый пингвин, из морских млекопитающих — австралийский морской лев и новозеландский морской котик. Остров — одно из немногих мест, где обитает квокка, или короткохвостый кенгуру, единственный представитель рода Setonix семейства кенгуровых. В 2005 году на остров был интродуцирован потору Гилберта (Potorous gilbertii). Другой успешно интродуцированный вид — крикливая кустарниковая птица (Atrichornis clamosus).